# Список умерших в 1004 году

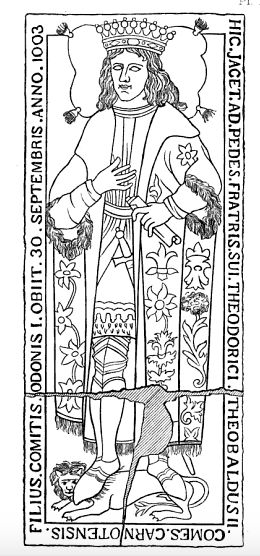
Тибо II де Блуа

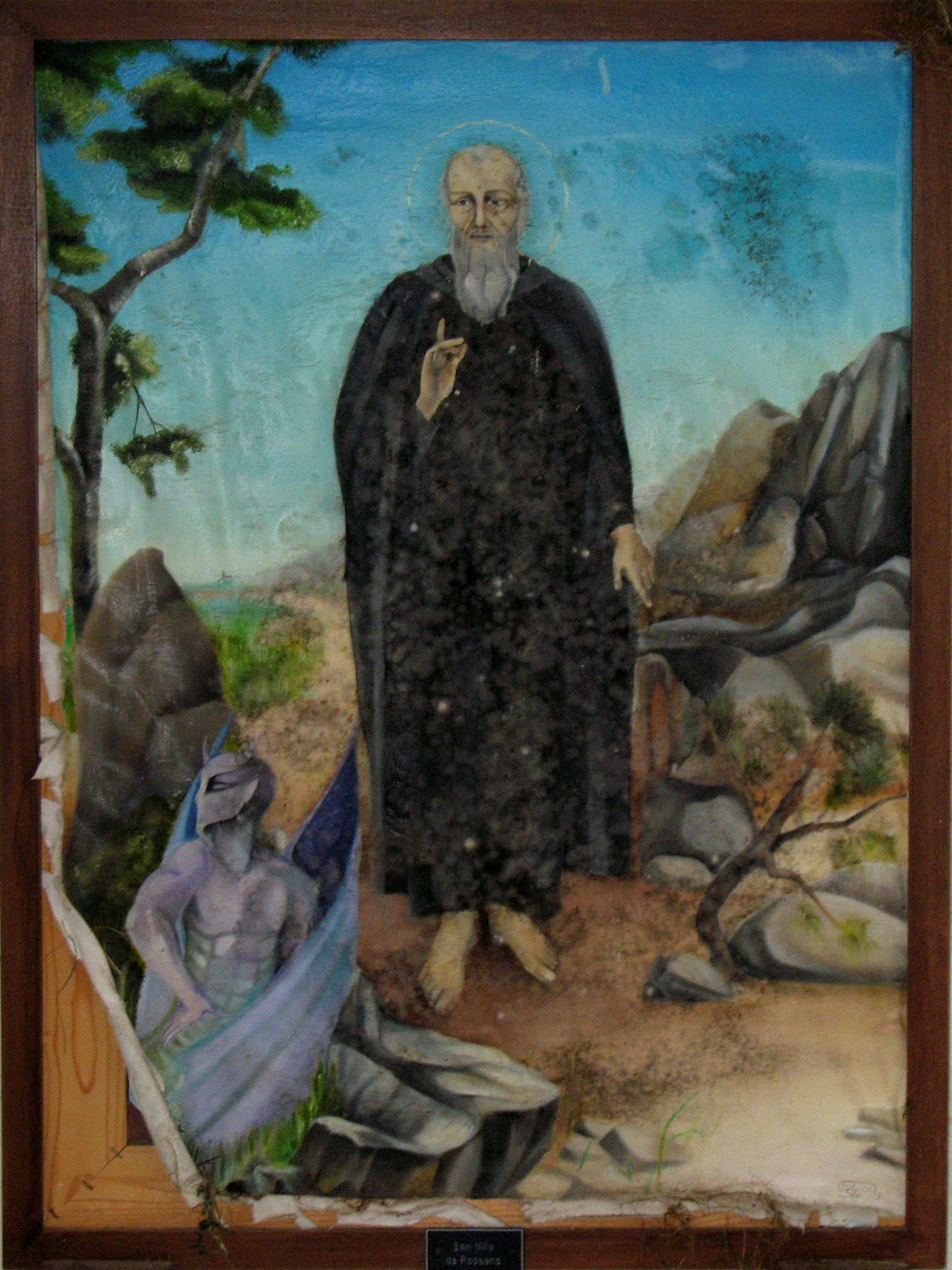
Нил Россанский

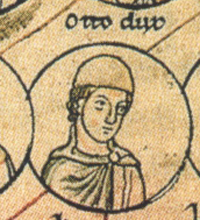
Оттон I

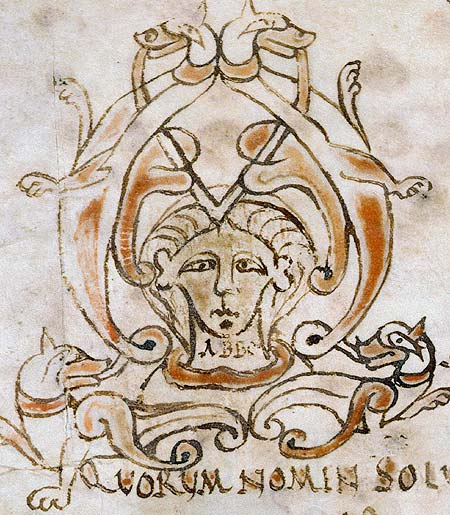
Аббон из Флёри

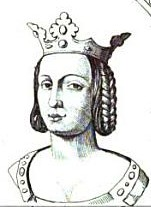
Аделаида Аквитанская

В этой статье представлен список известных людей, умерших в 1004 году.
См. также: Категория:Умершие в 1004 году

## Январь
- 25 января — Гизелер[англ.] (Gisilher, Gisiler, Giseler или Giselmar) — архиепископ Магдебургский с 981.

## Март
- 5 марта — Ирментруда де Руси — графиня-консорт Бургундии 975/980—1004, жена Отто Гильома

## Май
- 18 мая — Гизельберт II — граф Арденненгау c 998 года.

## Июль
- 11 июля — Тибо II де Блуа — граф Блуа с 995

## Сентябрь
- 26 сентября — Нил Россанский (93 или 94) — христианский святой, один из самых известных монахов византийского обряда в Италии, аскет.

## Октябрь
- 2 октября — Иоанн Канапариус — монах-бенедиктинец.
- 15 октября — Гильом I — виконт Марселя (965—1004).

## Ноябрь
- 4 ноября — Оттон I — герцог Каринтии в 978—985 и с 1002, из Салической династии.
- 13 ноября — Аббон из Флёри — монах бенедиктинского ордена, аббат монастыря Флёри во Франции, видный церковно-политический деятель, сторонник Клюнийской реформы, учёный-энциклопедист, святой Римско-Католической Церкви; погиб.
- 22 ноября — Есико фон Мерзенбург[нем.] — граф Мерзенбурга (1002—1004)

## Дата неизвестна или требует уточнения
- Аделаида Аквитанская — королева Франции 987—996, жена Гуго Капета.
- Ахмад ибн Фарис — арабский филолог, историк, богослов.
- Вульфрик — англосаксонский феодал и землевладелец.
- Ги I де Макон — граф Макона (1002—1004) из Иврейской династии.
- Глумр Эйольфсон — исландский поэт.
- Иоанн IV — герцог Неаполя (992—1002).
- Ли[англ.] — китайская императрица-консорт из династии Сун (984—997), жена императора Тай-Цзуна
- Мансо I[англ.] — герцог Амальфи (966—1004) князь Салерно (981—983),
- Сантюль III — виконт Беарна с 980, виконт Олорон с ок. 1002
- Фридрих Саксонский — католический церковный деятель, кардинал, архиепископ Равенны с 1001
- Юдикаэль — граф Ванна и граф Нанта с 992 года.